# Andrija Milosavljevic
Andrija Milosavljevic (* 11. September 2004) ist ein österreichischer Fußballspieler.

## Karriere
Milosavljevic begann seine Karriere beim First Vienna FC. Zur Saison 2011/12 wechselte er zum SK Rapid Wien. Im September 2015 wechselte er in die Jugend des Stadtrivalen FK Austria Wien. Bei der Austria durchlief er ab der Saison 2018/19 sämtliche Altersstufen in der Akademie.
Zur Saison 2022/23 rückte er in den Kader der zweiten Mannschaft der Wiener. Sein Debüt für diese in der 2. Liga gab er im Juli 2022, als er am zweiten Spieltag jener Saison gegen den FC Blau-Weiß Linz in der 80. Minute für Luca Pazourek eingewechselt wurde. Bis Saisonende kam er zu drei Zweitligaeinsätzen. Mit den Violets stieg er aus der 2. Liga ab, woraufhin er zur Saison 2023/24 zu den fünftklassigen Amateuren des FC Admira Wacker Mödling wechselte.